# Tennistoernooi van Acapulco 2018
|                                          |  |                                              |
| Lesja Tsoerenko, winnares bij de vrouwen |  | Juan Martín del Potro, winnaar bij de mannen |

Het tennistoernooi van Acapulco van 2018 werd van maandag 26 februari tot en met zaterdag 3 maart 2018 gespeeld op de hardcourt-buitenbanen van het Princess Mundo Imperial hotel in de Mexicaanse stad Acapulco. De officiële naam van het toernooi was Abierto Mexicano Telcel.
Het toernooi bestond uit twee delen:
- WTA-toernooi van Acapulco 2018, het toernooi voor de vrouwen
- ATP-toernooi van Acapulco 2018, het toernooi voor de mannen

## Toernooikalender
| Acapulco          | februari 2018 | februari 2018 | februari 2018 | maart 2018  | maart 2018   | maart 2018 |
| Acapulco          | maa 26        | din 27        | woe 28        | don 1       | vrĳ 2        | zat 3      |
| ----------------- | ------------- | ------------- | ------------- | ----------- | ------------ | ---------- |
| vrouwenenkelspel  | 1e ronde      | 1e ronde      | 2e ronde      | kwartfinale | halve finale | finale     |
| vrouwendubbelspel | 1e ronde      | 1e ronde      | 1e ronde      | 2e ronde    | halve finale | finale     |
| mannenenkelspel   | 1e ronde      | 1e ronde      | 2e ronde      | kwartfinale | halve finale | finale     |
| mannendubbelspel  | 1e ronde      | 1e ronde      | 1e ronde      | 2e ronde    | halve finale | finale     |

ATP-toernooi van Acapulco‎ – WTA-toernooi van Acapulco‎

2001 · 2002 · 2003 · 2004 · 2005 · 2006 · 2007 · 2008 · 2009 · 2010 · 2011 · 2012 · 2013 · 2014 · 2015 · 2016 · 2017 · 2018 · 2019 · 2020